# Edinos
Edinos Sp. z o.o. – polska firma specjalizująca się w sprzedaży mebli online, założona w 2017 roku. Działalność opiera się na sprzedaży mebli przez internet także w modelu dropshippingu. Firma oferuje ponad 60 000 produktów, które są dostępne głównie za pośrednictwem platformy e-commerce Edinos.pl oraz różnych marketplace’ów. W 2023 roku roczny obrót firmy wyniósł blisko 40 mln złotych, a sklep realizował miesięcznie ponad siedem tysięcy zamówień. Serwis Gazeta.pl podaje, że jest to „jeden z największych sprzedawców mebli online w Europie”.

## Działalność
Firma Edinos Sp. z o.o. zdobyła uznanie za jakość obsługi klienta, co zostało potwierdzone licznymi wyróżnieniami w rankingach, m.in. w zestawieniach serwisu Opineo. Przedsiębiorstwo znane jest również z działalności charytatywnej – od lat wspiera osoby potrzebujące, a swoje projekty dokumentuje na firmowym blogu w kategorii „Biegnij Forest”.
Obecnie siedziba przedsiębiorstwa mieści się w Warszawie, a firma posiada swoje biura głównie w Biłgoraju.

## Nagrody i wyróżnienia
- Ranking sklepów internetowych Opineo 2024[5]
- E-ikony 2021: nagrody dla firm mających wpływ na rozwój rynku e-commerce[6]
- Nagroda „Ulubione sklepy użytkowników” Grupy Domodi[7]
- Ranking sklepów internetowych Hoomebook 2020[8]